# Mistrovství světa ve vodním slalomu 1959
Mistrovství světa ve vodním slalomu 1959 se uskutečnilo ve švýcarské Ženevě pod záštitou Mezinárodní kanoistické federace. Jednalo se o 6. mistrovství světa ve vodním slalomu.

## Muži

### Kánoe
| Závod       | Zlato | Body | Stříbro                                                                                                | Body | Bronz                                                                                   | Body |
| C1          | Vladimír Jirásek (TCH)                                                                                              | 421  | Manfred Schubert (GDR)                                                                                 | 453  | Karl-Heinz Wozniak (GDR)                                                                | 470  |
| C1 družstvo | Československo Luděk Beneš Václav Janovský Vladimír Jirásek                                                         | 772  | Východní Německo Karl-Heinz Wozniak Gert Kleinert Manfred Schubert                                     | 872  | Švýcarsko Roland Bardet Jean-Claude Tochon Marcel Roth                                  | 1078 |
| C2          | Východní Německo Dieter Friedrich Horst Kleinert                                                                    | 395  | Československo Václav Havel Josef Hendrych                                                             | 446  | Východní Německo Dieter Göthe Lothar Schubert                                           | 448  |
| C2 družstvo | Východní Německo Dieter Friedrich a Horst Kleinert Dieter Göthe a Lothar Schubert Manfred Glöckner a Rudolf Seifert | 664  | Československo Miroslav Čihák a Vladimír Lánský Václav Havel a Josef Hendrych Milan Horyna a Milan Kný | 811  | Švýcarsko Charles Dussuet a Henri Kadrnka Enz a Hiltbrand Jean Pessina a Robert Zürcher | 912  |

### Kajak
| Závod       | Zlato                                                        | Body | Stříbro                                              | Body | Bronz                                                     | Body |
| K1          | Paul Farrant (GBR)                                           | 335  | Eberhard Gläser (GDR)                                | 344  | Heinz Bielig (GDR)                                        | 395  |
| K1 družstvo | Východní Německo Eberhard Gläser Heinz Bielig Günther Möbius | 529  | Československo Jan Pára Vladimír Cibák Zdeněk Košťál | 614  | Západní Německo Manfred Vogt Georg Samhuber Werner Vogler | 653  |

## Ženy

### Kajak
| Závod       | Zlato                                                              | Body | Stříbro                  | Body | Bronz                    | Body |
| K1          | Hilde Urbaniaková (FRG)                                            | 589  | Anneliese Bauerová (GDR) | 597  | Inge Walthemateová (FRG) | 627  |
| K1 družstvo | Východní Německo Ursula Gläserová Eva Setzkornová Elfriede Hugoová | 1104 | -                        |      | -                        |      |

## Mix

### Kánoe
| Závod | Zlato                                           | Body | Stříbro                                            | Body | Bronz                                                | Body |
| C2    | Východní Německo Rita Behrendová Manfred Merkel | 610  | Východní Německo Margitta Trogerová Günther Merkel | 810  | Východní Německo Ellen Krügelová Siegfried Seidemann | 849  |

## Medailové pořadí zemí
| Pořadí | Země               | Zlato | Stříbro | Bronz | Celkem |
| ------ | ------------------ | ----- | ------- | ----- | ------ |
| 1      | Východní Německo   | 5     | 5       | 4     | 14     |
| 2      | Československo     | 2     | 3       | 0     | 5      |
| 3      | Západní Německo    | 1     | 0       | 2     | 3      |
| 4      | Spojené království | 1     | 0       | 0     | 1      |
| 5      | Švýcarsko          | 0     | 0       | 2     | 2      |
| Celkem | Celkem             | 9     | 8       | 8     | 25     |